# Richard Bloomfield
Richard Bloomfield (* 27. April 1983 in Norwich) ist ein britischer Tennisspieler aus England.

## Karriere
Bloomfield begann mit acht Jahren Tennis zu spielen. In seiner Zeit als Junior nahm er an drei Grand-Slam-Turnieren teil und erreichte 2001 mit Rang 52 sein bestes Ranking in der Junior-Weltrangliste.
Im Jahr 2002 begann Bloomfield regelmäßig als Profi zu spielen. In diesem Jahr gewann er auf der drittklassigen ITF Future Tour im Einzel und Doppel jeweils einen Titel und zog unter die besten 1000 Spieler der Welt in der Weltrangliste ein. In den folgenden Jahren bis 2007 konnte er im Einzel sukzessive seine Position steigern. Das Jahr 2004 schloss er in den Top 400 ab, 2006 stand er am Jahresende mit Platz 205 auf dem besten Platz, den er zum Saisonende in seiner Karriere erreichen konnte. Im März 2007 stand er mit Platz 176 auf seinem Karrierehoch. In seiner Zeit bis 2008 gewann er jedes Jahr einen Future-Titel im Einzel – 2006 und 2008 jeweils zwei Titel. Nachdem er 2005 die Top 300 geknackt hatte, spielte er vermehrt auf der höher dotierten ATP Challenger Tour, wo er in Tarzana und Southampton das Halbfinale erreichte. Auch auf der ATP World Tour konnte er erste Turniere, häufig durch Wildcards spielen. 2003, 2004, 2006 und 2007 stand er jeweils im Hauptfeld der Einzelkonkurrenz von Wimbledon. Einzig sein Erstrundenmatch 2006 gegen Carlos Berlocq konnte er siegreich gestalten. Darüber hinaus erhielt er bei den Turnieren in Eastbourne und Nottingham einige Wildcards. Kurz vor Erreichen seiner Einzelbestmarke stand er 2007 beim Challenger in Wrexham erstmals im Finale. Obgleich er im Folgejahr in Manchester erneut ein Challenger-Finale erreichte, verlor er im Ranking einige Plätze und fiel Anfang 2009 aus den Top 300. Er musste wieder hauptsächlich bei Futures an den Start gehen und sich ansonsten mühsam durch die Qualifikation kämpfen.
Seinen größten Erfolg feierte er im Sommer 2010, als er sich nach erfolgreicher Qualifikation zum World-Tour-Event in Newport gegen deutlich über ihm platzierte Spieler durchsetzte und bis ins Halbfinale einzog. Dort unterlag er dem Lokalmatadoren und späteren Turniersieger Mardy Fish. Wenngleich Bloomfield dadurch einen Sprung in der Weltrangliste machte, konnte er nicht an diesen Erfolg anknüpfen und musste bis 2015 zu seinem letzten Turnier, der Qualifikation von Wimbledon, hauptsächlich bei unterklassigen Turnieren an den Start gehen. 2011 und 2012 gewann er seine letzten Future-Titel. Im Doppel gewann Bloomfield sechs Futures und erreichte vier Challenger-Endspiele ohne eines davon zu gewinnen. 2007 gewann er bei seiner zweiten von drei Grand-Slam-Teilnahmen seine einzigen zwei Matches und erreichte mit Jonathan Marray das Achtelfinale. Wenig später im April 2008 erreichte er auch dort seinen Karrierebestwert mit Platz 172.